# Музей Гетти
Музей Гетти (англ. J. Paul Getty Museum) — самый крупный художественный музей Калифорнии и в целом на западном побережье США. С декабря 1997 года музей расположен в районе Брентвуд в Лос-Анджелесе, на территории музейного комплекса Центра Гетти, построенного архитектором Ричардом Мейером. Музейные коллекции античного периода экспонируются на Вилле Гетти в Малибу (построена по образцу Виллы Папирусов в Геркулануме). Вход в музей бесплатный.

Вилла Гетти в Малибу

## История
Музей был основан нефтяным магнатом Ж. Полом Гетти (1892—1976), одним из первых в истории долларовых миллиардеров. В 1982 году музей Гетти унаследовал 1,2 млрд долларов США, что позволило ему стать наиболее состоятельным приобретателем произведений «старых мастеров» и античной скульптуры на престижных аукционах Лондона и Нью-Йорка.
Руководство музея настолько рьяно принялось за скупку полотен великих художников, что в течение 1980-х годов их обвиняли в создании искусственного ажиотажа на рынке произведений искусства, который привёл к запредельному взлёту цен. В 2006 году Центр Гетти оказался замешанным в скандале, связанном с контрабандным вывозом античных древностей из Италии и Греции (таких, как бронзовый «Атлет из Фано»). Итальянское правительство потребовало у музея вернуть все ценности, вывезенные из страны незаконным путём.
В августе 2013 года музей предоставил более 4600 цифровых изображений экспонатов музея в общественное достояние.

## Шедевры коллекции

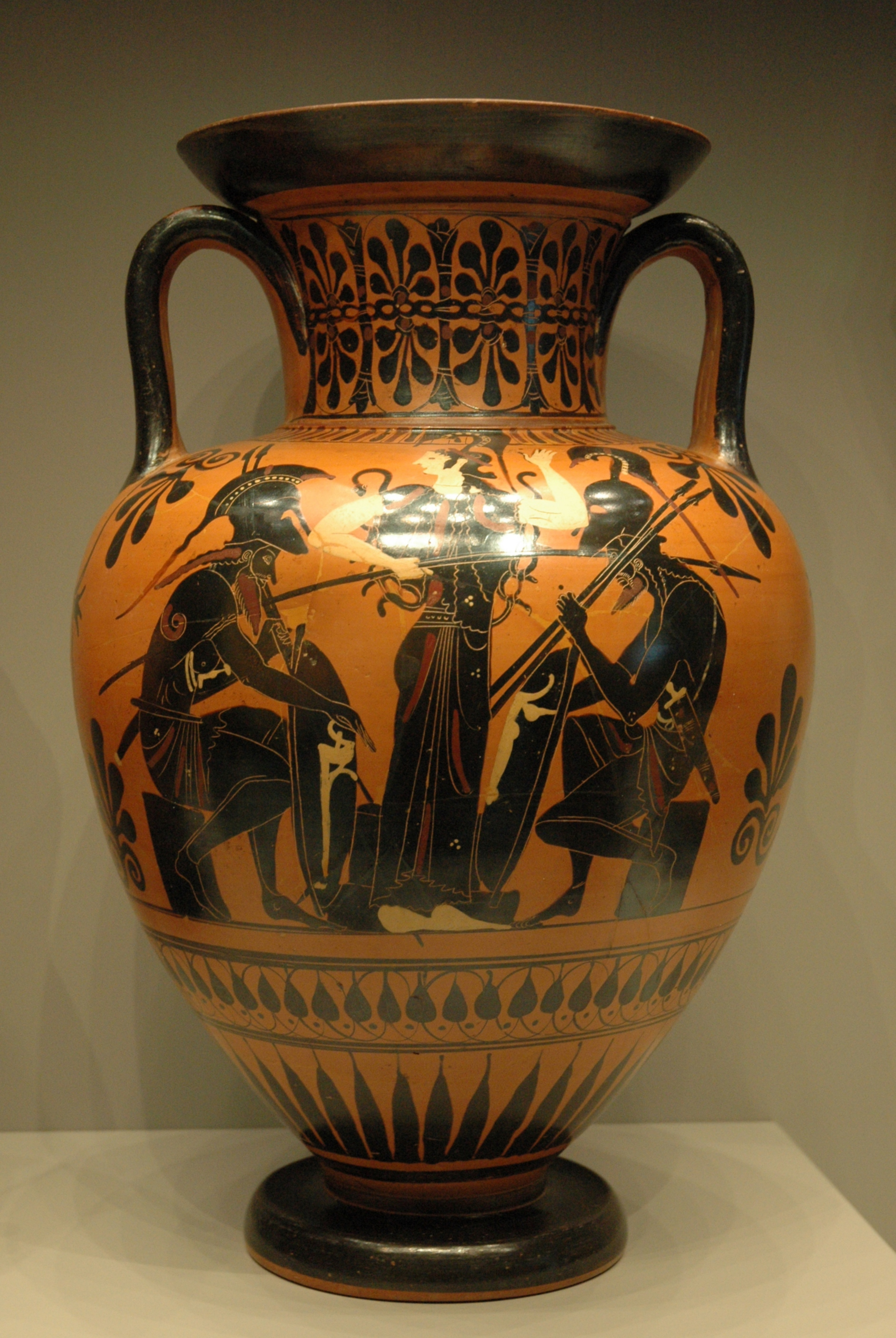
Древнегреческий кратер (ок. 510 г. до н. э.)
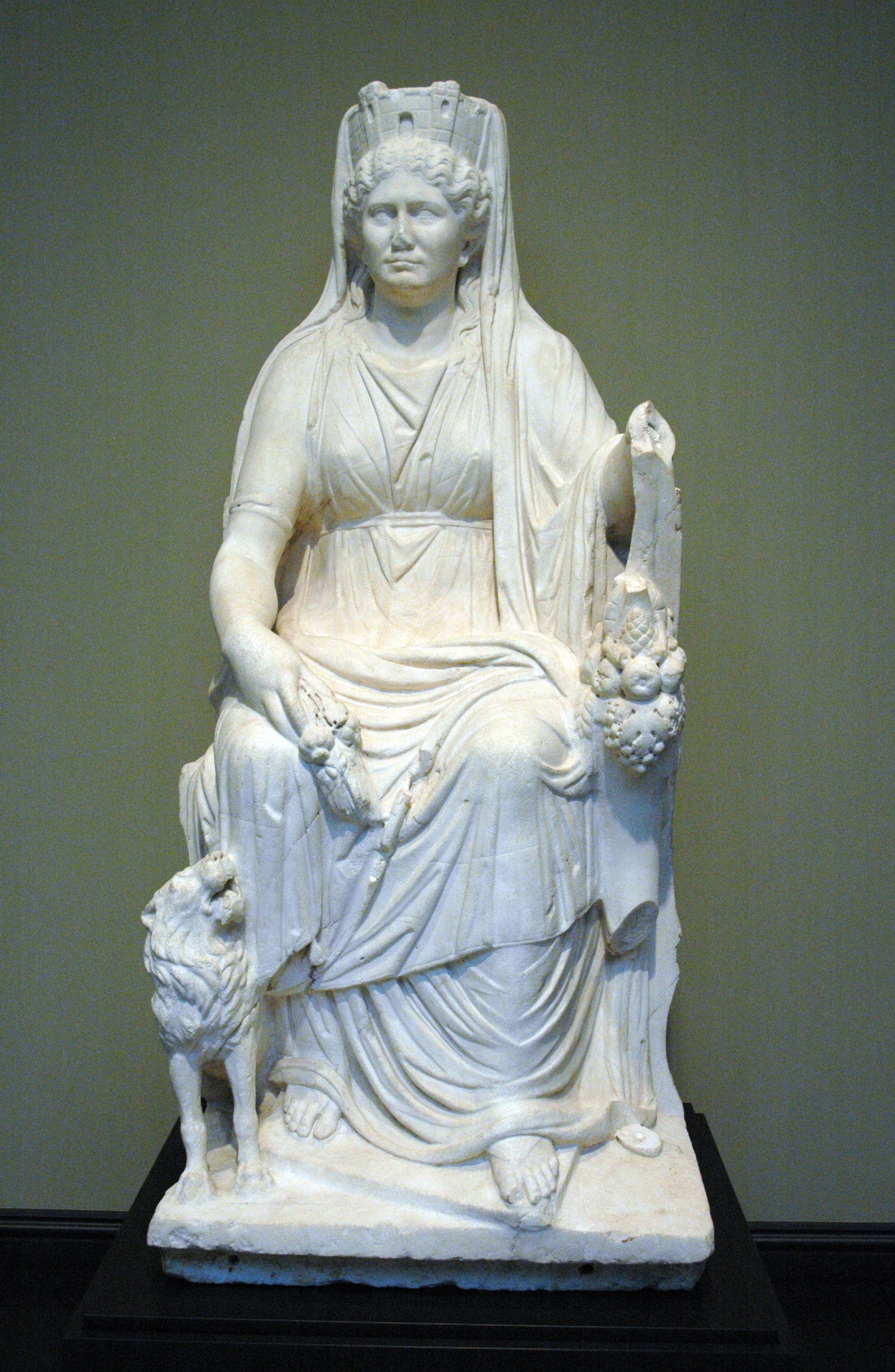
Статуя Кибелы (ок. 50 г. н. э.)
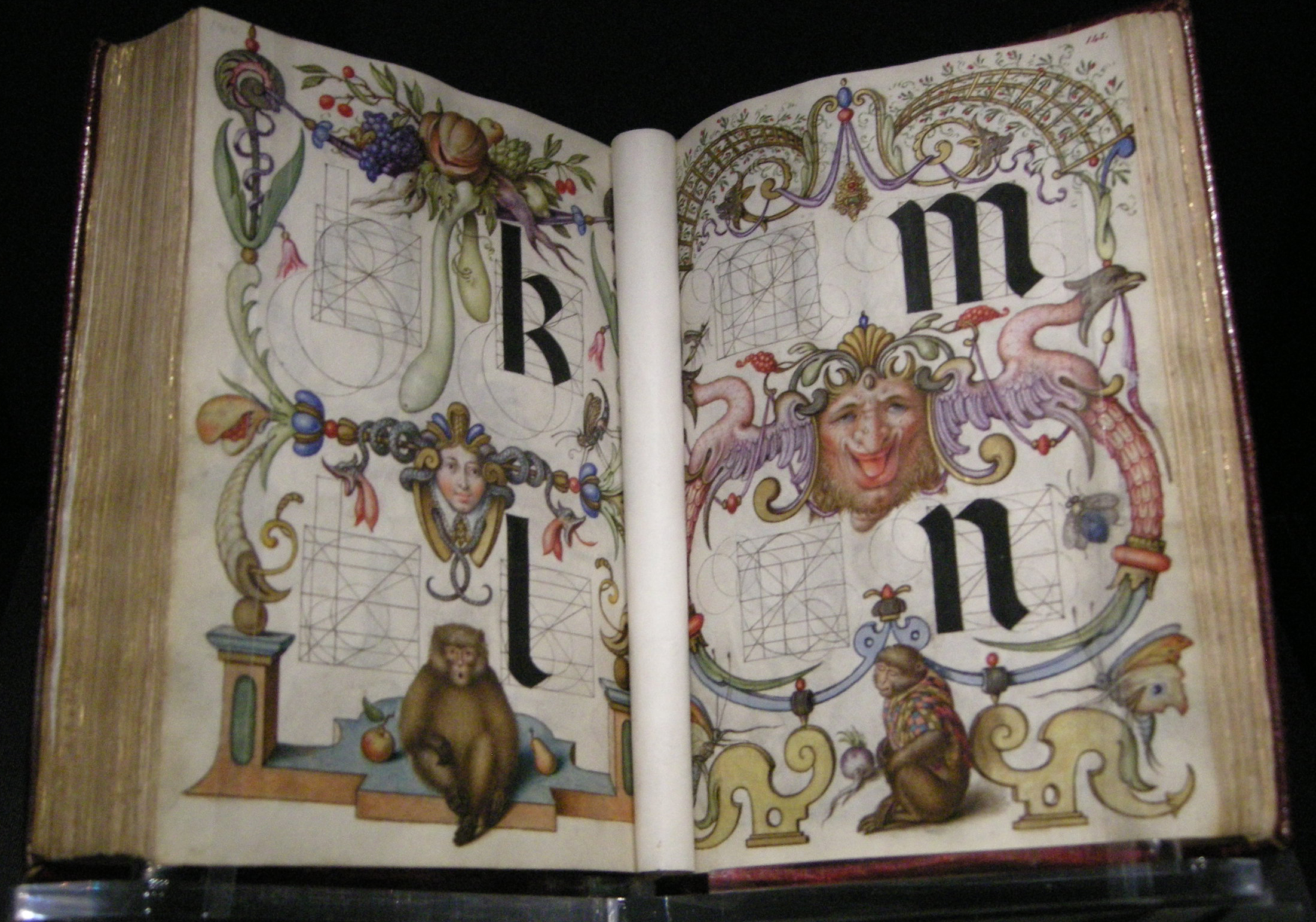
Уникальная рукопись XVI века
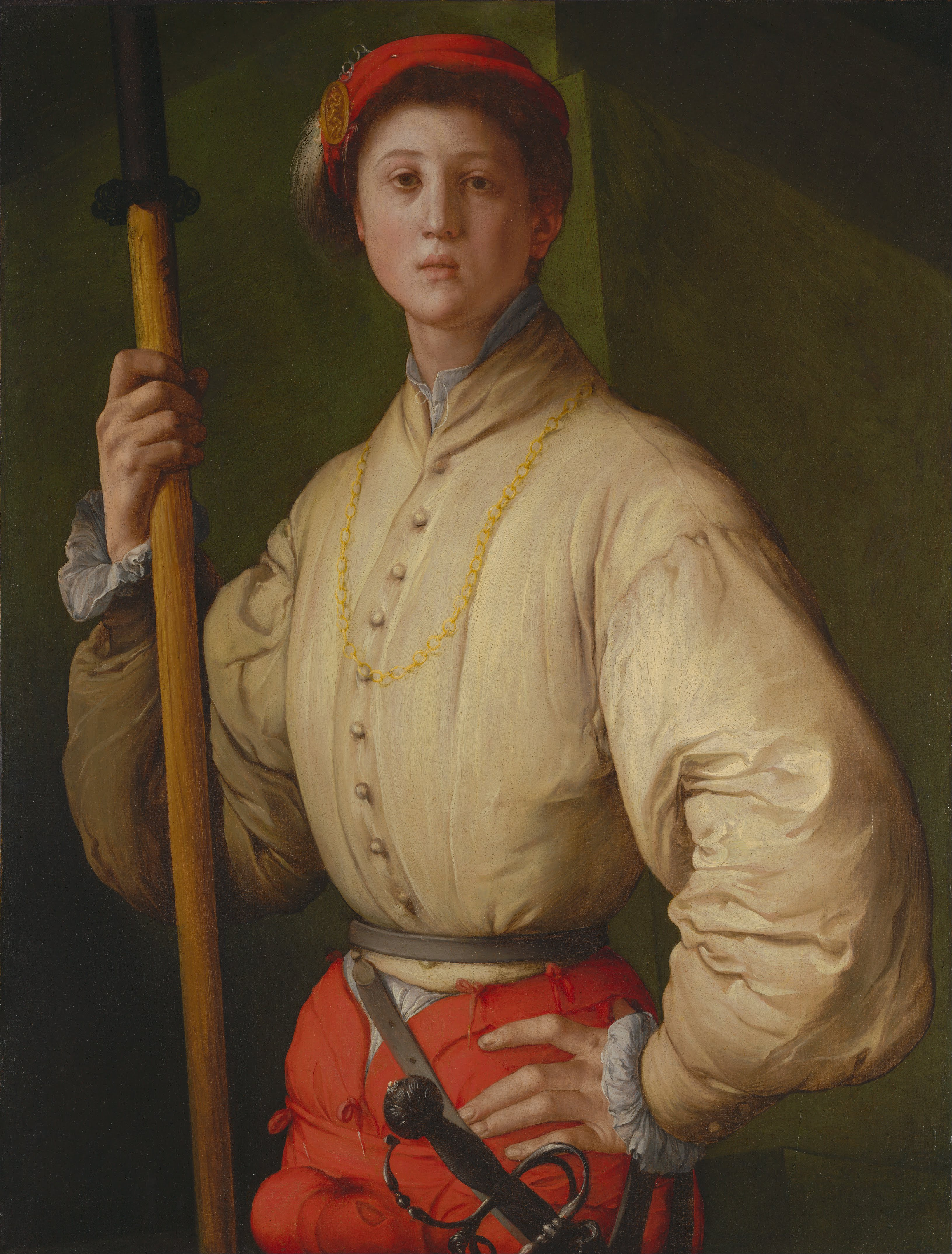
Понтормо. Портрет юноши с алебардой.
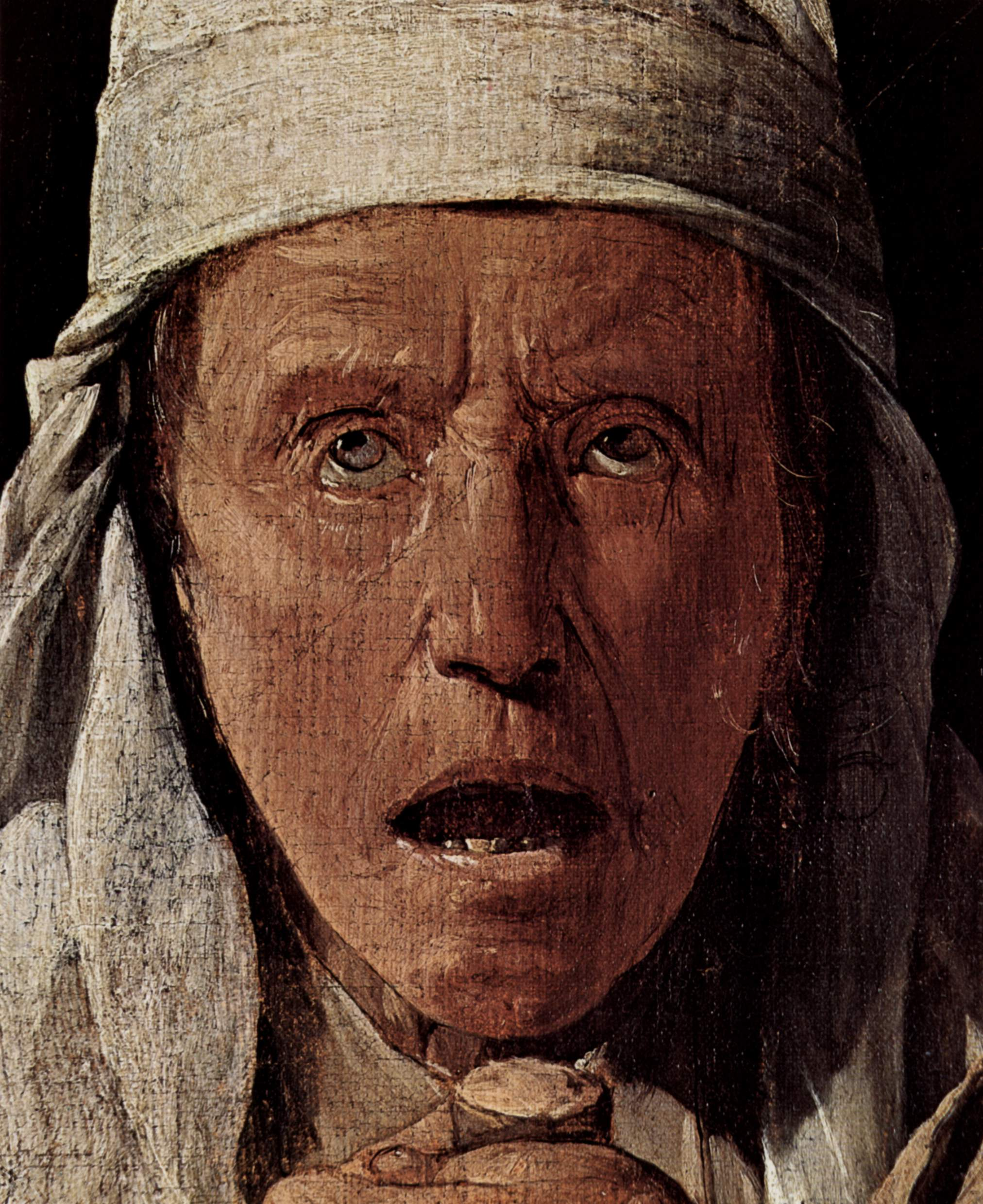
Латур. Слепой музыкант.
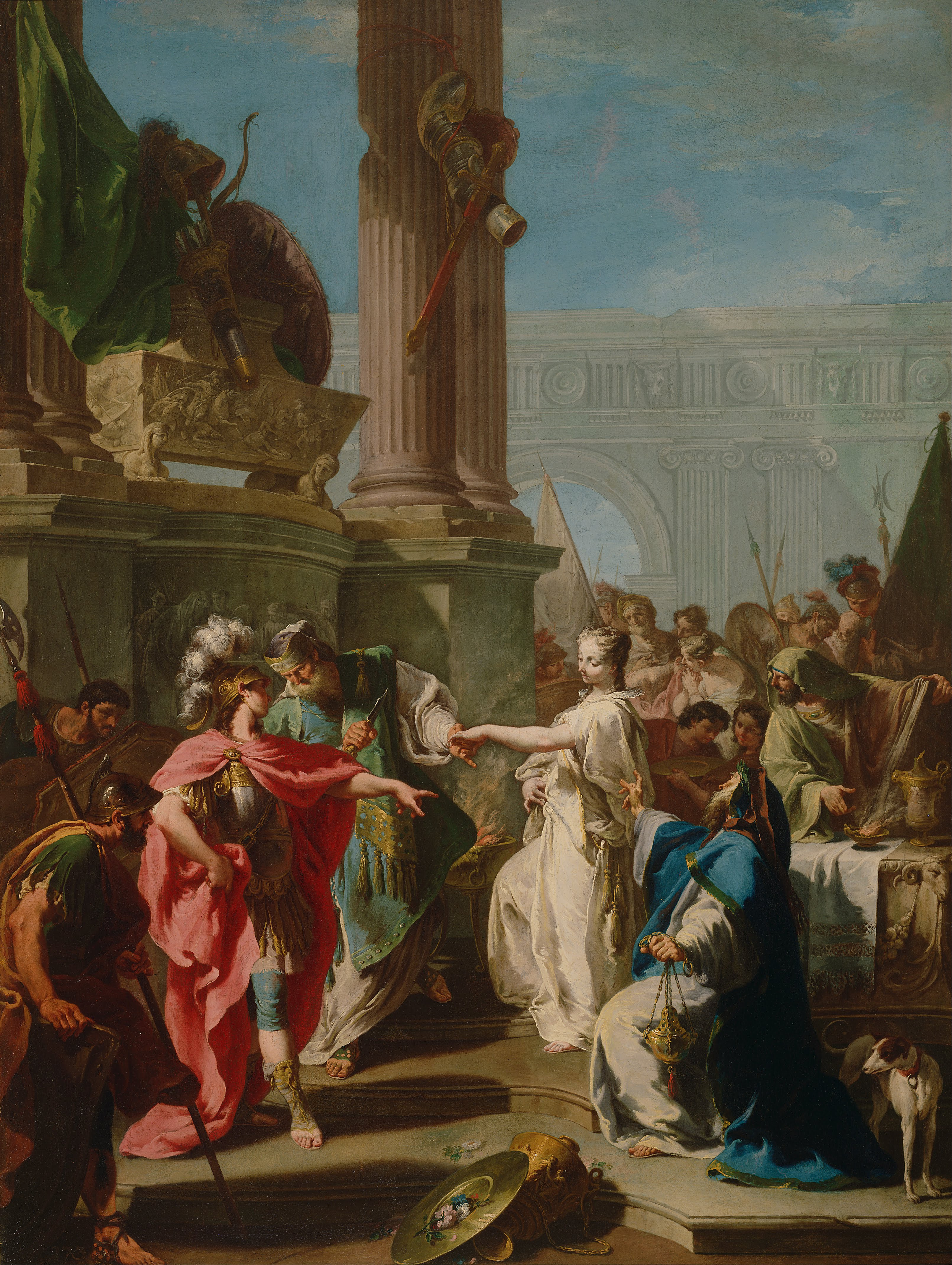
Питтони Джамбаттиста, Жертвоприношение Поликсены, 1733
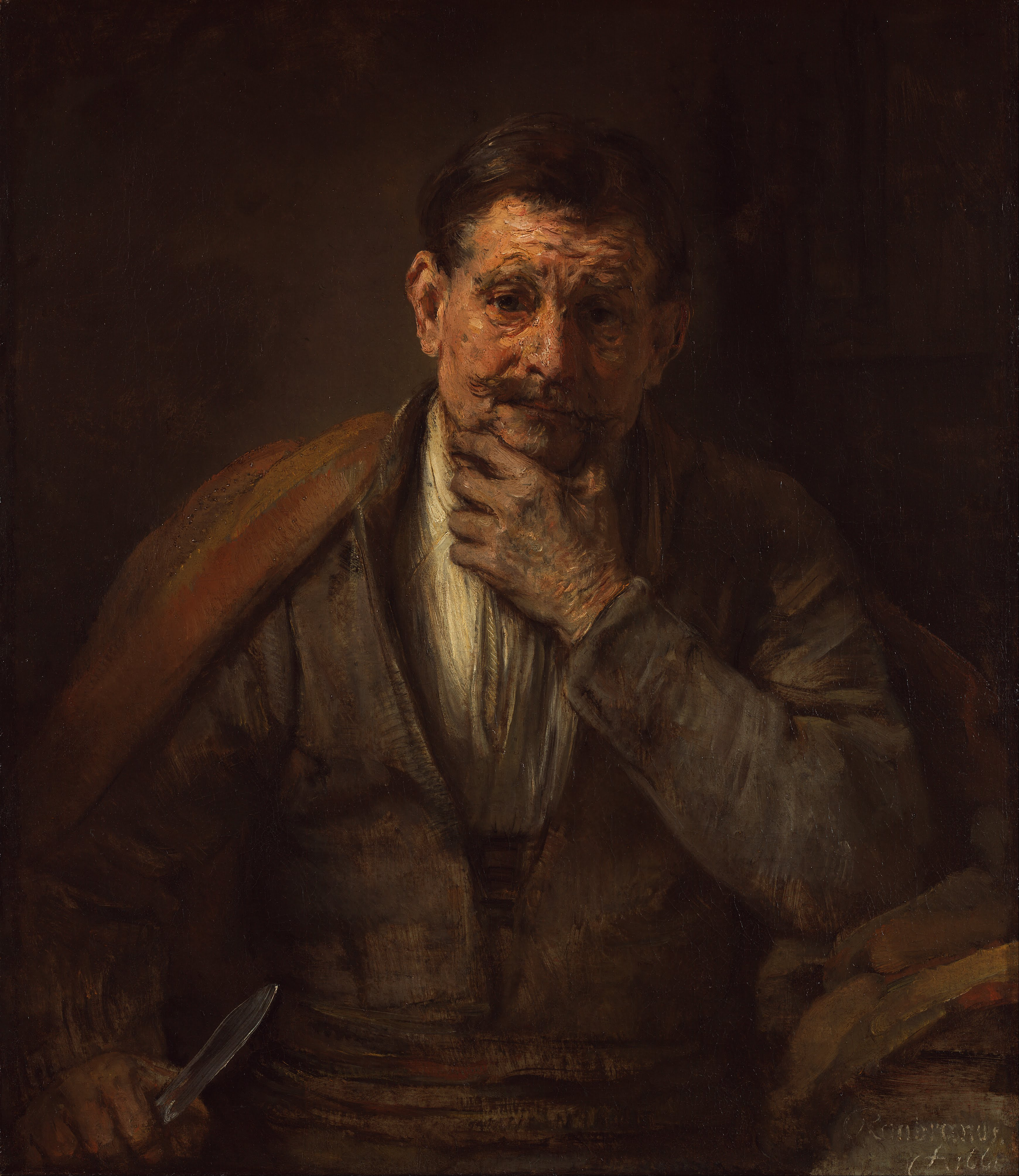
Рембрандт. Апостол Варфоломей, 1661
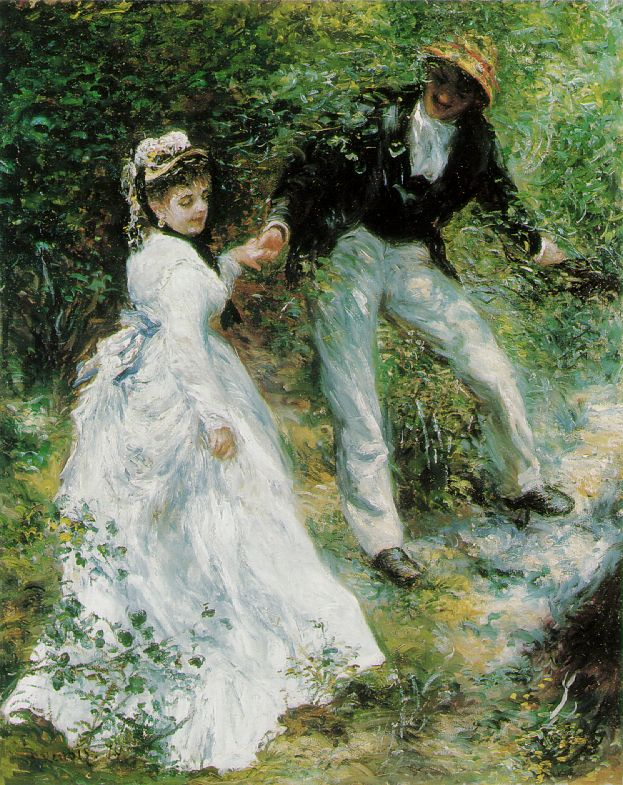
Ренуар. «Прогулка».
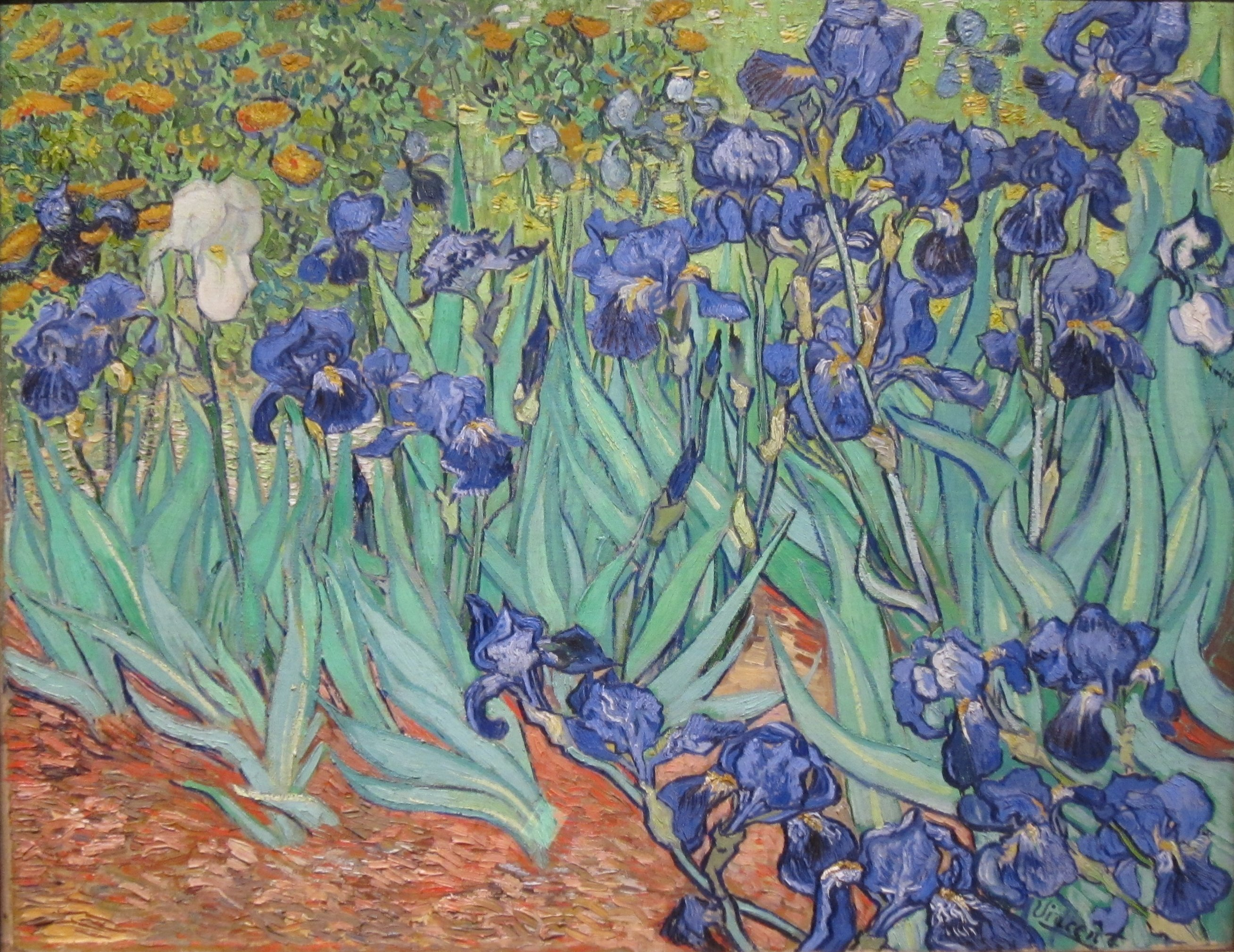
Ван Гог. «Ирисы».